# Digitalism
O Digitalism é um duo alemão de dance punk, formado em 2004 na cidade de Hamburgo por Jens Moelle e İsmail Tüfekçi.
Entre seus contratos discográficos, seguiram com o selo francês Kitsuné Music, em conjunto com a Virgin Records, e a Astralwerks, além de já terem remixado faixas para artistas como Tom Vek, The Futureheads, Daft Punk, Tiga, Klaxons, Depeche Mode, Cut Copy, e The Cure. Igualmente, várias de suas faixas já foram e ainda são utilizadas por vários DJ's, incluindo Erol Alkan, 2 Many DJs, Boys Noize e Justice.
Pela Kitsuné, Jens Moelle também faz parte do projeto Cajuan, também do gênero eletrônico.
Em 2007, a banda estava escalada para se apresentar no festival brasileiro Nokia Trends, mas por motivos não divulgados acabou cancelando a apresentação.

## Carreira
Moelle, e Tüfekçi conheceram-se em uma loja de discos. Em determinada ocasião posterior, foram convidados pelo proprietário da mesma loja para tocarem em um evento, dando início a partir daí suas mixagens, e produções em conjunto.
Em 2007, lançaram seu álbum de estreia, Idealism, que incluiu singles já produzidos anteriormente, como "Jupiter Room" e "Zdarlight". 
Um segundo álbum de estúdio, I Love You Dude, foi anunciado e lançado em 2011.
Em 2016, após cinco anos do lançamento do segundo álbum, anunciaram um novo álbum de estúdio, intitulado Mirage, seguido pelo lançamento dos singles "Utopia", e "Battlecry", incluindo uma turnê internacional homônima.
Ao longo do tempo, passaram a se apresentar ao vivo com novas versões de sintetizadores, com a adição de um baterista em suas apresentações. Entre festivais influentes, já tocaram no Coachella, Lollapalooza, e no Ultra Music Festival.

## Influências
Já mencionaram como suas influências, arranjos sonoros encontrados em trilhas sonoras, bem como grupos e compositores diversos como Daft Punk, Ennio Morricone, The Strokes, e Stuart Price.

## Discografia

### Álbuns de estúdio
- Idealism (2007)
- I Love You Dude (2011)
- Mirage (2016)
- JPEG (2019)

### EPs
- Moshi Moshi EP (2008)
- Blitz EP (2010)

### Singles
- Idealistic (2004)/(2005)
- Zdarlight (2005)
- Zdarlight [Edition Moonlight/Discodrome] (2006)
- Jupiter Room (2006)
- Terrorlight (2007)

### Remixes
- Einzeller - "Schwarzfahrer"
- Munk - "Disco Clown"
- Martin Peter - "Psychoville"
- Sono - "A New Cage"
- Lisa Stansfield - "If I Hadn't Got You" (Digitalism Remix/Digitalism Dub)
- Tom Vek - "Nothing But Green Lights"
- Cajuan - "Dance, Not Dance"
- The Cure - "Fire in Cairo"
- Cut Copy - "Going Nowhere"
- Daft Punk - "Technologic" (Digitalism's Highway to Paris Remix)
- Depeche Mode - "Never Let Me Down Again"
- The Futureheads - "Skip to the End" (Digitalism Remix/Digitalism Re-Rub)
- Klaxons - "Atlantis to Interzone" (Digitalism's Klix Klax R-R-Remix)
- The Presets - "Down Down Down"
- Test Icicles - "What's Your Damage?"
- Tiga - "(Far From) Home"
- Dave Gahan - "Kingdon"